# Patryk Dominik Sztyber
Patryk Dominik Sztyber (nacido el 4 de agosto de 1979 en Opoczno), es un músico de Black Metal, Black/Death Metal, polaco que usa el nombre artístico Seth, dios egipcio de lo que "no está bien" y de las tinieblas. Es el encargado de la guitarra rítmica, la guitarra acústica y los coros en la banda Behemoth. También ha contribuido con la banda de death metal, Nomad.

## Discografía
Behemoth
- Demigod (2004)
- Slaves Shall Serve (2005)
- Demonica (2006)
- The Apostasy (2007)
- At the Arena ov Aion – Live Apostasy (2008)
- Ezkaton (2008)
- Evangelion (2009)
- The Satanist (2014)

Nomad
- Disorder (1996)
- The Tail of Substance (1997, Nomadic Hell Prod.)
- Devilish Whirl (1999, The Flaming Arts)
- Demonic Verses (2004, Baphomet Recrds)
- The Independence of Observation Choice (2007, Empire Records)